# Bionda naturale
Bionda naturale (The Real Blonde) è un film del 1997 scritto e diretto da Tom DiCillo.
Le riprese del film si svolsero dal 30 settembre 1996 al 25 novembre 1996.

## Trama
Sullo sfondo del mondo della moda e del cinema di Manhattan, si intrecciano le storie di una serie di personaggi ossessionati dall'idea del successo. Joe è un attore che per mantenersi fa il cameriere. La sua estenuante ricerca di lavoro lo porta a trovare solo un'umiliante particina in un videoclip di Madonna. Il suo collega Bob è più fortunato: fissato con l'idea di trovare una vera bionda, viene scelto come protagonista di una soap opera di successo. Intanto Mary, la compagna di Joe, truccatrice di alta moda, deve difendersi dalla corte serrata di fotografi e pubblicitari.